# پاتریک پینی
پاتریک کالن پینی (زاده ۳۰ ژوئن ۱۹۵۲) یک بازیگر تلویزیون و صداپیشه آمریکایی است.

## زندگی شخصی
پینی در سانفرانسیسکو، کالیفرنیا به دنیا آمد. نام مادرش نام میانی اوست.
او در دانشگاه پسفیک در استوکتون، کالیفرنیا، جایی که تهیه‌کننده و کارگردان دنیس تونز همکلاسی و هم اتاقی او بود، تحصیل کرد. دوستان پینی شامل افرادی بودند که همگی در حوضه سینما فعالیت داشتند که بعدها حتی با آنها در تئاتر روتوندا مدرسه نیز نقش بازی کرد.